# Oberaach
| \| Oberaach \| |
| Oberaach       |

| Oberaach |

Oberaach ist eine Ortschaft der Gemeinde Amriswil des Bezirks Arbon des Kantons Thurgau in der Schweiz.
Von 1803 bis 1978 bildete das an der Aach liegende Oberaach eine Ortsgemeinde, zu der ab 1936 auch Niederaach gehörte. Am 1. Januar 1979 fusionierte die Ortsgemeinde Oberaach zur Einheitsgemeinde Amriswil.

## Geschichte

Oberaach im Jahr 1950

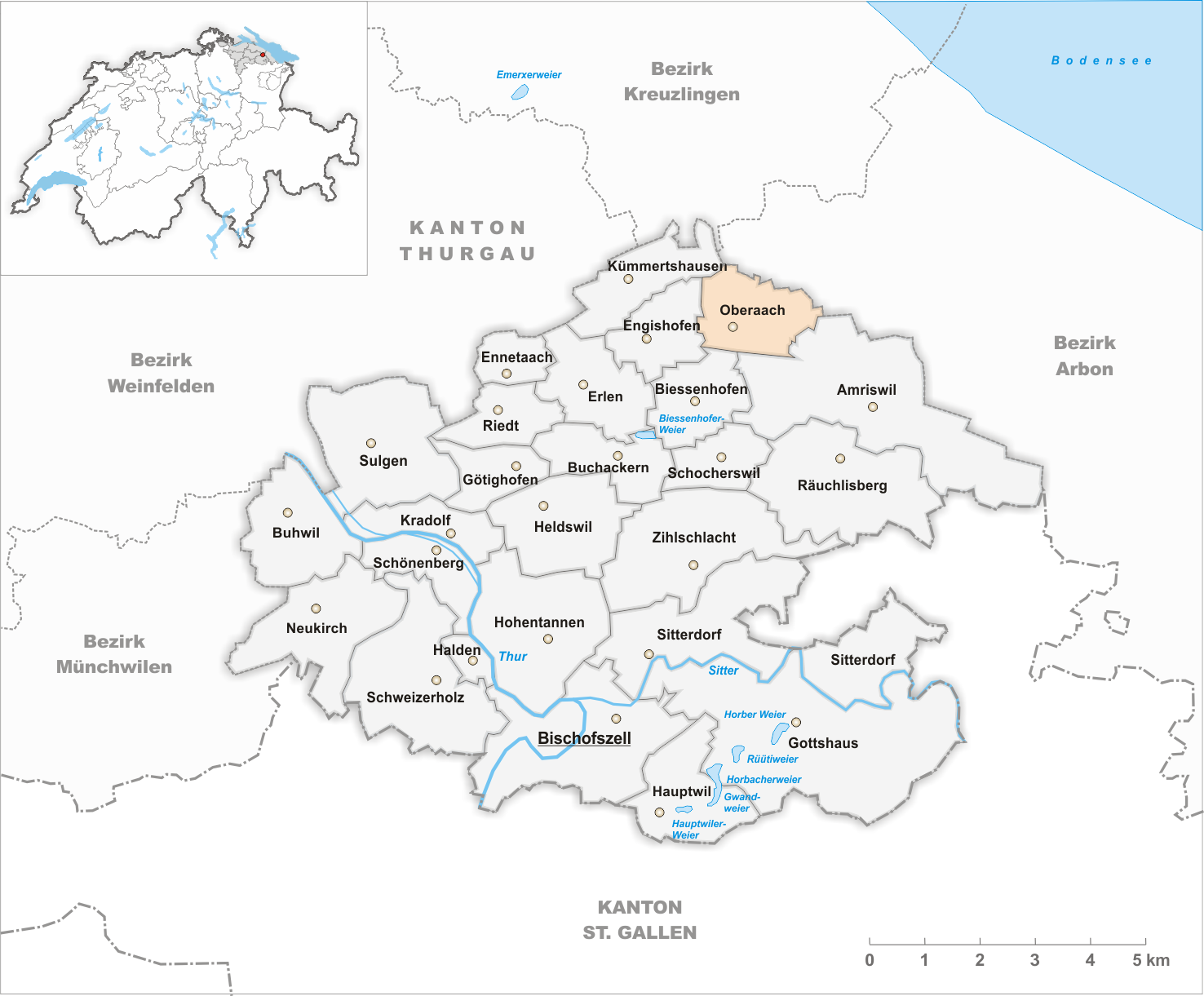
Gemeindestand vor der Fusion im Jahr 1979

Erstmals erwähnt wurde Oberaach im Jahr 883 als Aha. Die Vogtei Oberaach, ein bischöflich-konstanzisches Lehen, gelangte 1351 von den Herren von Rorschach an die von Helmsdorf, um 1600 an die von Bernhausen und gehörte von 1646 bis 1798 den von Salis-Soglio. Die von Salis setzten Gerichtsverwalter ein, so von 1714 bis 1798 die einheimischen Häberli. Oberaach teilte kirchlich stets das Schicksal von Sommeri. 1964 erhielt Oberaach eine eigene Kirche, blieb aber Teil der Kirchgemeinde Amriswil-Sommeri.
Die Bewohner betrieben Acker-, Obst- und Wiesenbau. 1823 wurde die Gerberei Rutishauser gegründet, aus der 1904 die Schuhfabrik Arnold Löw & Cie. entstand, welche 1985 liquidiert wurde. Zudem bestanden im Dorf Stickereien sowie eine Hafnerei. Aus der 1908 gegründeten Mosterei Oberaach wurde 1994 ein Obstveredelungsbetrieb der Pomdor Suisse. Heute gehört die Mosterei der Firma Ramseier. Es ist die grösste und modernste Mosterei der Schweiz.

## Bevölkerung
| Jahr         | 1831  | 1850  | 1870  | 1900  | 1950  | 1970  | 2000  | 2010  | 2018  | 2023  |
| Ortsgemeinde | 223   | 266   | 230   | 311   | 639   | 736   |       |       |       |       |
| Ortschaft    |       |       |       |       |       |       | 847   | 582   | 925   | 1040  |
| Quelle       | [ 3 ] | [ 3 ] | [ 3 ] | [ 3 ] | [ 3 ] | [ 3 ] | [ 5 ] | [ 6 ] | [ 2 ] | [ 7 ] |

Von den insgesamt 1040 Einwohnern der Ortschaft Oberaach am 31. Dezember 2023 waren 290 bzw. 27,9 % ausländische Staatsbürger. 291 (28,0 %) waren evangelisch-reformiert und 246 (23,7 %) römisch-katholisch.

## Sehenswürdigkeiten
Der Gasthof National in Niederaach ist in der Liste der Kulturgüter in Amriswil aufgeführt.